# Green Bay Ice
Die Green Bay Ice waren eine US-amerikanische Eishockeymannschaft aus Green Bay, Wisconsin. Das Team spielte in der Saison 1992/93 in der American Hockey Association. 

## Geschichte
Die Mannschaft wurde 1992 als Franchise der erstmals ausgetragenen American Hockey Association gegründet. In ihrer einzigen Spielzeit belegten die Ice den dritten Platz der AHA nach 30 absolvierten Spielen. Die Saison wurde aufgrund finanzieller Probleme von der Leitung der Liga vorzeitig beendet und die Liga aufgelöst. Ein Meistertitel wurde nicht vergeben. 